# Stylurus annulatus
Stylurus annulatus is een echte libel uit de familie van de rombouten (Gomphidae).
De wetenschappelijke naam van de soort werd in 1926 gepubliceerd door Alexander Michailovitsch Djakonov.

## Synoniemen
- Gomphus kreyenbergi Ris, 1928
- Gomphus flavicornis Needham, 1931
- Stylurus tongrensis Liu, 1991